# Янтарна мліївська
Янтарна мліївська — виведений у Черкаській області сучасний сорт сливи з високими харчовими якостями та всебічним застосуванням.
Сливи мають красиве забарвлення — хамелеонове, що переливається в дощ від лимонно-золотистого до ніжно-лілового кольору. Форма — довгаста. Плоди — більші середнього, м'які на дотик. Проте при обережному поводженні досить лежкі.
Має одні з найвищих у світі смакові якості, солодше цукру, ідеальний на варення, консервування. Перезрілі плоди можна товкти і додавати в крем для тістечка.
Перезріває на дереві, від вітру опадає не значно, але легко обтрушується на клейонку. Перезрілі плоди гарно тримаються на черешках, при цьому одразу не псуються, а стають надзвичайно солодкими з незначними виноградним присмаком, м'які немов кисіль, за що їх і цінують як сировину для варення.
Строк достигання — початок серпня. Розмір — від 70 грамів. Витривалість дерева і зав'язі — вище середньої. Плоди добре лежать в холодильнику, якщо їх рвати завчасно, до розм'якання.
Рано вступає в плодоношення.
Придатна до вирощування практично по всій Україні, хоча у деякі роки може не встигати визрівати в Карпатах на висотах вище Яблуницького перевалу.
По факту популярна найбільше на Поділлі і Наддніпрянщині. На великих плантаціях вирощується мало.
Мліївська — не єдина янтарна слива, але одна з найкращих.